# 赤備え

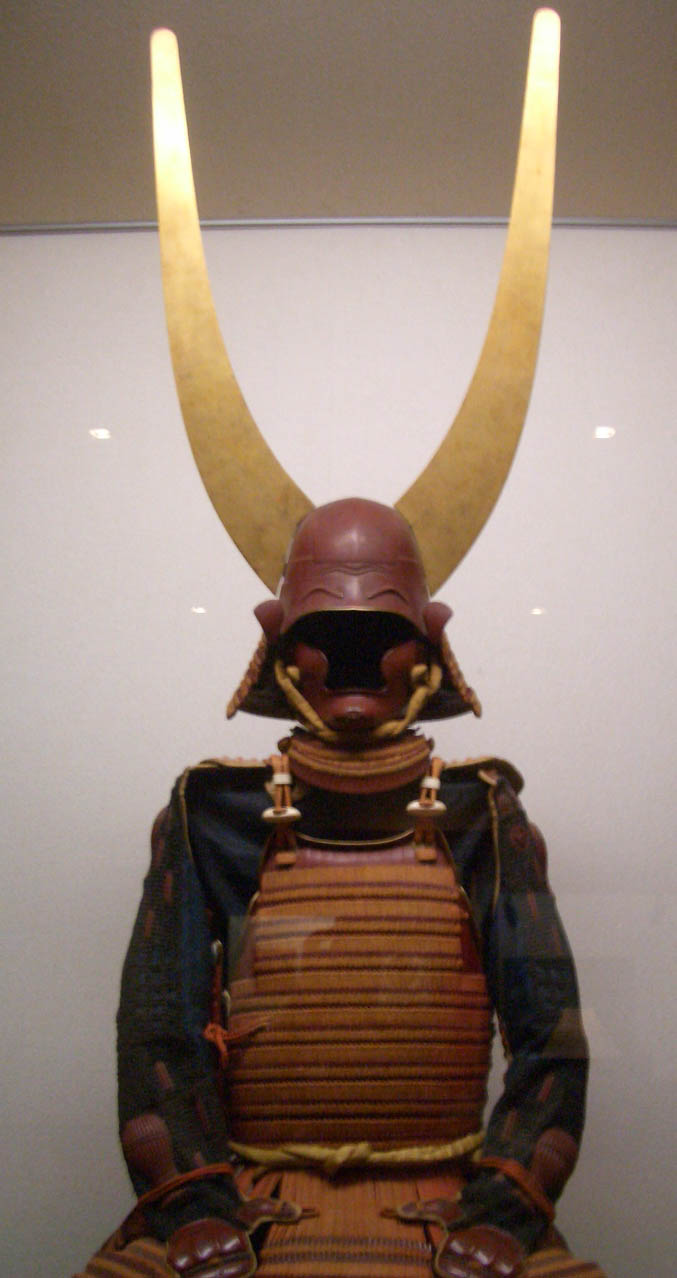
井伊直孝所用・薫革威段替胴具足（彦根城博物館所蔵）

赤備え（あかぞなえ）は、戦国時代から江戸時代にかけて行われた軍団編成の一種。構成員が使用する甲冑や旗指物などの武具を、赤や朱を主体とした色彩で整えた編成を指す。戦国時代では赤以外にも黒色・黄色等の色で統一された色備えがあったが、当時の赤色は高級品である辰砂で出されており、戦場でも特に目立つため、赤備えは特に武勇に秀でた武将が率いた精鋭部隊であることが多く、後世に武勇の誉れの象徴として語り継がれた。
赤備えを最初に率いた武将は甲斐武田氏に仕えた飯富虎昌とされ、以後赤備えは専ら甲斐武田軍団の代名詞とされる。

## 武田の赤備え
武田信玄率いる武田軍の赤備えを最初に率いたのは後世に「甲山の猛虎」とも謳われた飯富虎昌で、騎兵のみからなる騎馬部隊として編成された。元々朱色は侍の中でも多くの首を上げた者にのみ大名から賜るものだった。そこで、自領は父からは譲られず自らの槍働きで稼ぐしかない各武将の次男たちを朱色で統一した赤備の部隊に組織化、現代風にいえば切り込み隊として組織した。1565年（永禄8年）に虎昌が義信事件に連座し切腹すると、虎昌の部隊は彼の弟（甥とも）とされる山県昌景が引継ぎ、同時に赤備えも継承したという。虎昌・昌景の両者は『甲陽軍鑑』において武勇に秀でると共に武田家及び武田軍の中心として活躍した武将として記されており、両名の活躍が赤備えの価値を高めたと言える。また、『軍鑑』によれば武田家中では昌景と共に小幡信貞、浅利信種の2名が赤備えとして編成され総勢千騎だったという。
発給文書においては、1572年（元亀3年）・1574年（天正2年）の武田信豊宛武田家朱印状など、武田氏の軍制において武具や兵装に関する規定が存在していたことを示す文書が見られる。元亀3年文書では武田信玄が信豊に対し装備を朱色で統一することを独占的に認めており、天正2年文書では武田勝頼により信豊の一手衆が黒出立を使用することを許可されており（これは『甲陽軍鑑』や『信長公記』の長篠合戦時における記述と符合している）、武田軍では一手衆ごとに色彩を含めて兵装の規格化が整えられていたと考えられている。
武田の赤備えが強かったため、「赤備え＝精鋭」というイメージが諸大名の間で定着したと言われる。その後、真田信繁（幸村）や徳川精鋭部隊の井伊直政が赤備えを採用したことでもこの事実が読み取れる。

## 真田の赤備え

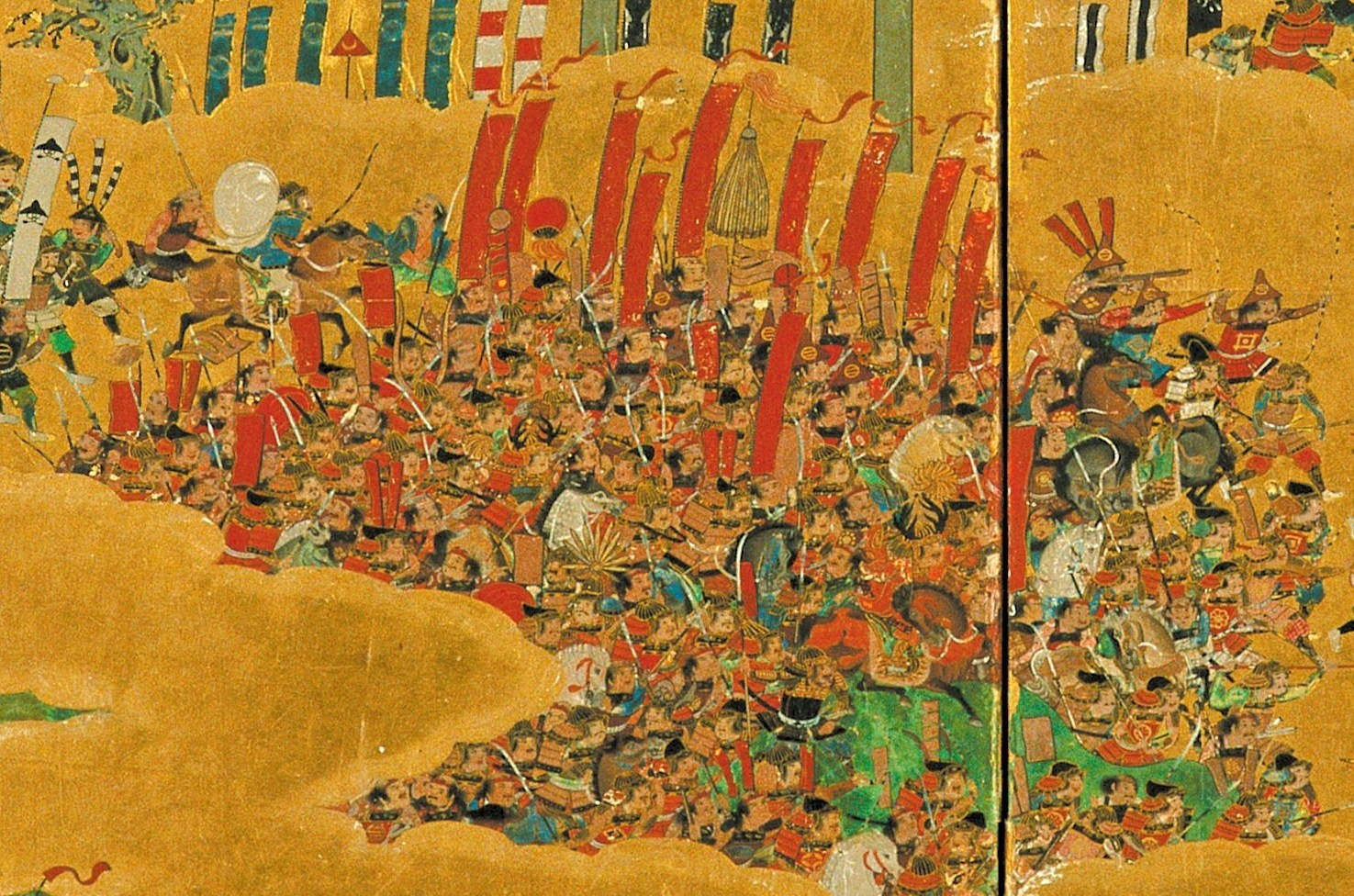
『大坂夏の陣図屏風（黒田屏風）』に描かれた真田勢。

1615年（慶長20年）、大坂夏の陣において真田信繁（幸村）が自分の部隊を赤備えに編成した。敗色濃厚な豊臣氏の誘いに乗って大坂城に入った信繁の真意は、恩賞や家名回復ではなく、徳川家康に一泡吹かせて真田の武名を天下に示すことだったと言われている。武田家由来の赤備えで編成した真田隊は天王寺口の戦いで家康本陣を攻撃し、三方ヶ原の戦い以来と言われる本陣突き崩しを成し遂げ、「真田日本一の兵 古よりの物語にもこれなき由」と『薩藩旧記雑録』（島津家）に賞賛される活躍を見せた。絵画としては唯一、黒田長政が『大坂夏の陣図屏風（黒田屏風）』に赤備えの真田勢を家臣の黒田一成に命じて描かせている。
ただし、真田氏で赤備えを導入したのは信繁が最初ではなく、信繁の父真田昌幸が存命中の文禄2年(1593年)に豊臣秀吉から「武者揃」を命じられた信繁の兄信幸は、「いつものことくあか武者（赤備え）たるへく、指物はあかね」という指示を家臣に出しており、既に文禄年間には真田氏は少なくとも甲冑と指物には赤を使用していた。

## 井伊の赤備え

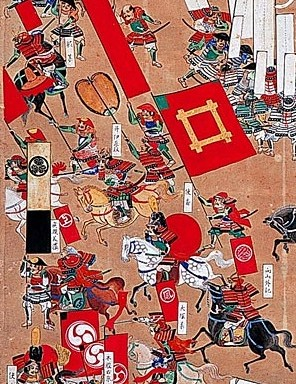
『関ヶ原合戦屏風』に描かれた井伊勢。ただし赤い母衣を背負った武者は使番であって井伊の赤備えの一員ではない。

武田氏滅亡後、本能寺の変による武田遺領争奪戦（天正壬午の乱）を経て甲斐は徳川家康によって平定されるが、その折に武田遺臣を配属されたのが徳川四天王にも数えられる井伊直政である。武田の赤備えを支えた山県隊の旧臣達も直政に付けられ、これにあやかって直政も自分の部隊を赤備えとして編成している。井伊の赤備えは小牧・長久手の戦いで先鋒を務めて奮戦し、「井伊の赤鬼」と呼ばれ恐れられた。以後幕末に至るまで井伊家が治めた彦根藩の軍装は足軽まで赤備えをもって基本とされた。
大坂の陣の折、家康が軍装の煌びやかな井伊直孝隊を見て平和な時代で堕落した赤備えを嘆いた。その中で使い古された具足を身に付けている者達を発見し、「あの者らは甲州からの家臣団であろう」と言い、確認が取れると「あれこそが本来の赤備え」と言ったという。
アメリカの黒船艦隊来航に備えた相模湾から江戸内海の警備でも井伊の赤備えが出陣している。1853年（嘉永6年）6月3日の浦賀来航の様子を描いた『ペリー浦賀来航図』に、彦根勢の赤い陣羽織や旗差物などが描かれている。
1866年（慶応2年）の第二次長州征伐では井伊直憲率いる彦根藩が芸州口の先鋒を務めた。長州藩のミニエー銃に対し、彦根藩は赤備えに火縄銃という古来から伝わる兵装で挑むが、小瀬川を渡ろうとした所を長州軍石川小五郎率いる遊撃隊のアウトレンジ戦法を受け一方的に敗れる。この時、赤備えであったことがかえって格好の的となり、夜間にもかかわらず長州軍の狙撃を容易にした。この為、彦根藩兵は由緒ある鎧を脱ぎ棄てて逃走した。
この後、彦根藩は譜代の中で最も早く新政府への帰順を表明し、1868年（慶応4年）1月の鳥羽・伏見の戦いの際は大津で京都防衛の任に着くなど、新政府軍として戦った。
なお、上述の初代彦根藩主・井伊直政と、安政の大獄と桜田門外の変で有名な15代彦根藩主・大老井伊直弼は、赤備えにちなみ「井伊の赤鬼」と呼ばれた。また、滋賀県彦根市のマスコットキャラクターひこにゃんの兜は「井伊の赤備え」伝来品をモデルとしており、その兜の様式（天衝脇立）は彦根藩主のものと同じとされる。

## 江戸幕府小十人組の「海老殻具足」

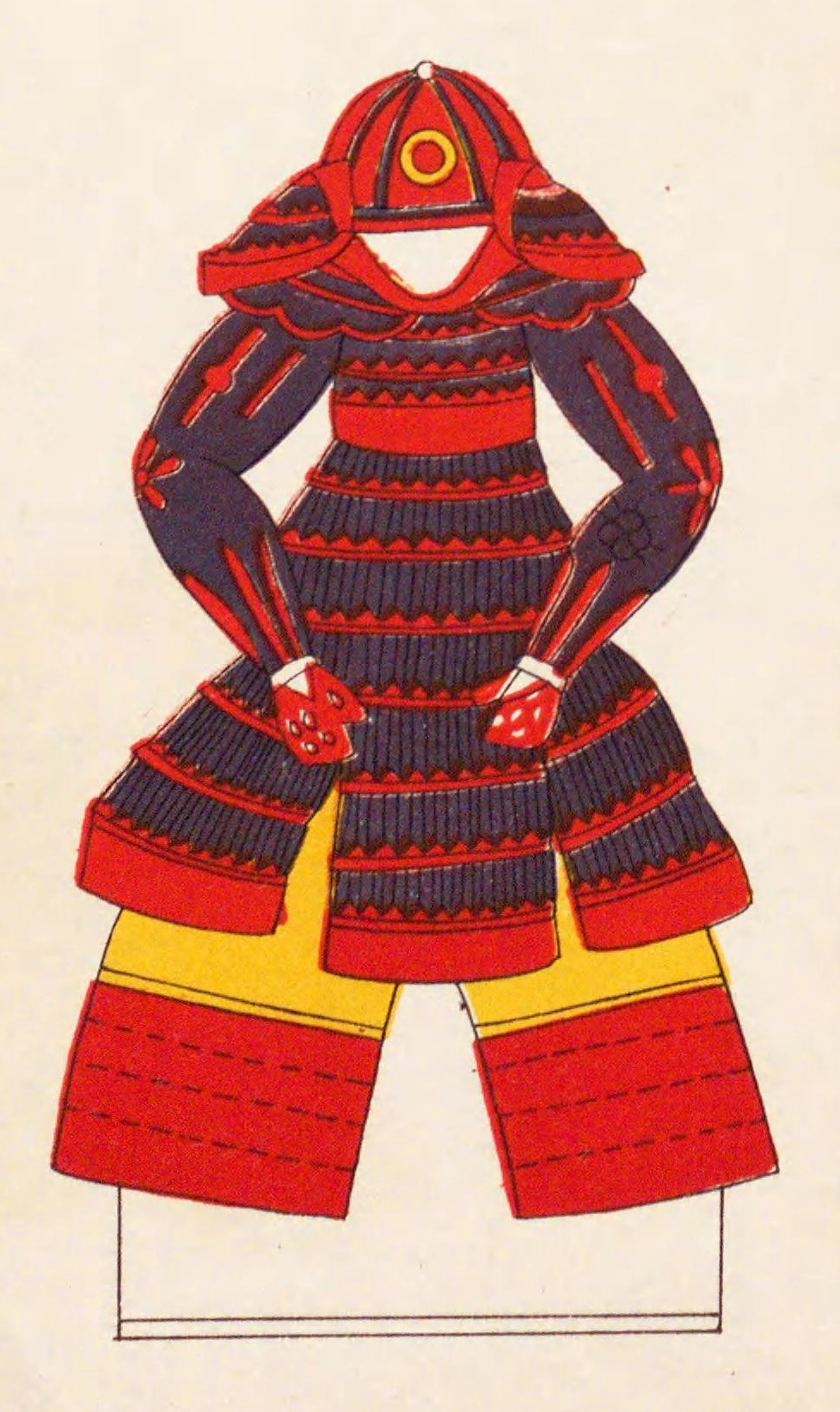
小十人が用いた具足（『新東鑑』から）

江戸幕府において、将軍外出時の護衛を担当した小十人組の旗本は朱色の甲冑を用いており、当時世間では「海老殻具足」と呼ばれていた。それらは個人の所有物ではなく、在職中には幕府から貸与され、離職時に返却する「御貸具足」で、井伊家同様に武田の赤備えに範を取って制定されたという。小十人組の甲冑は、全体を朱に塗り紺糸素懸威とした簡素な仕立ての胴のほか、椎形兜・猿頬・鎖籠手・佩楯のセットからなり、兜の正面には江戸幕府旗本の合印である金輪貫の前立物が付属したが、小十人は旗本ながら馬上資格を持たない徒士であることと軽快な歩行を考慮してか、袖や脛当は甲冑一式には含まれなかった。

## 福島正則配下の「赤坊主」
広島藩主の福島正則は、配下の20騎の精鋭武者に「赤坊主」と呼ばれる朱塗の甲冑を着せていたが、1619年（元和5年）に広島城無断修理の咎で高井野藩に減移封されたことで、「赤坊主」20領は正則の妻（牧野康成の娘、昌泉院）が実家の牧野家に戻るとともに同家へ引き取られ、のちにそのうち5領が与板藩分知に伴い牧野康成へ譲られ、さらに牧野康重の小諸藩移封により同地に伝わることとなった。現存する「赤坊主」として、小諸藩時代に御勝手御用達を務めた依田仙右衛門家が所有していた1領（朱塗紺糸威二枚胴具足）を小諸市立郷土博物館が所蔵しているが、甲冑研究家の三浦一郎は、その形式から当該鎧の実際の製作年代は正則の生前ぎりぎりとみなければならないとし、元来は別物だった部品が混入していると推定している。

## その他の赤備え・色備え
後北条氏には白・黒・赤・青・黄の五色の色備えがあり、赤備えを北条綱高が担当した。他色は白色を北条幻庵と城代の笠原信為、黒色を多目元忠、青色を富永直勝、黄色を地黄八幡で有名な北条綱成と与力の間宮康俊がそれぞれ担当している。
また部隊ではないが、同じく北条氏の武将で臼井城の攻防戦で朱色の甲冑を着て活躍した松田康郷がおり、上杉謙信に「岩舟山に赤鬼の住むと沙汰しけるは、一定彼がことなるべし」と感嘆されている。長篠の戦いで活躍した小幡一党の赤備えも有名。関西において、丹波の赤鬼と呼ばれる赤井直正や、黒田如水配下の黒田二十四騎の中にも菅正利と井口吉次に朱色の甲冑や長槍を許された猛将がいる｡
母衣の色を統一した「母衣衆」は、使番であることを知らせるために赤や黄色の母衣を着用していた。
伊達軍では大将の伊達政宗から足軽まで、黒色の仙台胴（雪ノ下胴）で統一していた。
西国無双と呼ばれた立花宗茂の精鋭部隊では金備隊（金甲先鋒隊、金甲の兵）と編成することがあった。

## 海外での事例
三国志によると、建安5年（200年）に呉で観兵式が行われたが、皇帝の孫権は軍の統廃合を考えていたため、呂蒙は関心を引くため自らが指揮する兵を赤い服で統一し、練度の高さも相まって好評を得たという。
独眼龍と称えられた李克用が率いる精鋭部隊は黒い服装で統一していたことから「鴉軍（あぐん）」と呼ばれ、黒服の部隊が接近しているという報告を聞いただけで敵（黄巣軍）は動揺したという。
イギリス陸軍は20世紀初頭まで赤色の上着を制服として採用していた（レッドコート）。クリミア戦争・バラクラヴァの戦いにおける第93歩兵連隊の戦いはシン・レッド・ライン（The Thin Red Line）の由来となった。現在でも近衛兵の正装として採用されている。
19世紀にイタリアのジュゼッペ・ガリバルディが率いた赤シャツ隊は精強で知られ、アメリカ南北戦争では南北両軍にガリバルディにあやかって赤シャツを着た部隊が存在した（北軍の第39ニューヨーク歩兵連隊と南軍のルイジアナ第6歩兵連隊）。

## 関連書籍
- 井伊, 達夫『井伊軍志 井伊直政と赤甲軍団』京都井伊美術館、2007年6月。ISBN 978-4-900-83340-1。
  - 中村, 達夫『井伊軍志 井伊直政と赤甲軍団』彦根藩史料研究普及会、1988年6月の新装版。
- 中村, 達夫『剣と鎧と歴史と 中村達夫甲刀史論集』京都戦陣武具資料館、1999年。
- 井伊, 達夫『赤備え 武田と井伊と真田と』宮帯出版社、2007年6月。ISBN 978-4-900-83337-1。
  - 普及版 ISBN 978-4-86366-092-2 が2011年5月に宮帯出版社から刊行。
- 井伊, 達夫『井伊家歴代甲冑と創業軍史』彦根藩史料研究普及会、2007年8月。ISBN 978-4-900-83341-8。